# Gobierno Valls
El gobierno Manuel Valls es el 37.º gobierno francés de la quinta República Francesa.
Fue formado el 31 de marzo de 2014, después de la confirmación de la lista, propuesta por el primer ministro Manuel Valls al Presidente de la República, François Hollande. Está compuesto por miembros del Partido Socialista (14), y del Partido Radical de Izquierda (2).
Actualmente está compuesto por 9 mujeres y 9 hombres más el primer ministro.

## El Gobierno

### Primer ministro
|  | Función         |  | Nombre       | Partido |
|  | --------------- |  | ------------ | ------- |
|  | Primer Ministro |  | Manuel Valls | PS      |

### Gabinete del gobierno

#### Ministros
|  | Función                                                                         |  | Nombre                 | Partido            |
|  | ------------------------------------------------------------------------------- |  | ---------------------- | ------------------ |
|  | Ministro de Asuntos Exteriores y de Desarrollo Internacional                    |  | Laurent Fabius         | PS                 |
|  | Ministra de Ecología, Desarrollo Sostenible y Energía                           |  | Ségolène Royal         | PS                 |
|  | Ministro de Educación Nacional y Ministro de Enseñanza Superior e Investigación |  | Benoît Hamon           | PS                 |
|  | Ministra de Justicia                                                            |  | Christiane Taubira     | Walwari (app. PRG) |
|  | Ministro de Hacienda y Cuenta Pública                                           |  | Michel Sapin           | PS                 |
|  | Ministro de Economía, Recuperación Productiva y Asuntos Digitales               |  | Arnaud Montebourg      | PS                 |
|  | Ministra de Asuntos Sociales y Salud                                            |  | Marisol Touraine       | PS                 |
|  | Ministro de Trabajo, Empleo y Diálogo social                                    |  | François Rebsamen      | PS                 |
|  | Ministro de Defensa                                                             |  | Jean-Yves Le Drian     | PS                 |
|  | Ministro del Interior                                                           |  | Bernard Cazeneuve      | PS                 |
|  | Ministra de Derechos de la Mujer, Ciudad, Juventud y Deportes                   |  | Najat Vallaud-Belkacem | PS                 |
|  | Ministra de Reforma del Estado, Descentralización y Función Pública             |  | Marylise Lebranchu     | PS                 |
|  | Ministra de Cultura y Comunicación                                              |  | Aurélie Filippetti     | PS                 |
|  | Ministro de Agricultura, Alimentación y Silvicultura, y portavoz del gobierno   |  | Stéphane Le Foll       | PS                 |
|  | Ministra de Igualdad de los Territorios y Vivienda                              |  | Sylvia Pinel           | PRG                |
|  | Ministro de Ultramar                                                            |  | George Pau-Langevin    | PS                 |

#### Secretarios de estado
|  | Función                                                                                         | Ministerio de apego                                                      |  | Nombre             | Partido |
|  | ----------------------------------------------------------------------------------------------- | ------------------------------------------------------------------------ |  | ------------------ | ------- |
|  | Secretario de estado de Relaciones con el Parlamento                                            | Primer ministro                                                          |  | Jean-Marie Le Guen | PS      |
|  | Secretaria de estado de Comercio Exterior, Turismo y Franceses en el extranjero                 | Ministerio de Asuntos Exteriores y Desarrollo Internacional              |  | Fleur Pellerin     | PS      |
|  | Secretario de estado de Asuntos Europeos                                                        | Ministerio de Asuntos Exteriores y Desarrollo Internacional              |  | Harlem Désir       | PS      |
|  | Secretaria de estado de Desarrollo y de la Francofonía                                          | Ministerio de Asuntos Exteriores y Desarrollo Internacional              |  | Annick Girardin    | PRG     |
|  | Secretario de estado de Transportes, Asuntos Marítimos y Pesca                                  | Ministerio de Ecología, Desarrollo Sostenible y Energía                  |  | Frédéric Cuvillier | PS      |
|  | Secretaria de estado de Enseñanza Superior e Investigación                                      | Ministerio de Educación Nacional y de Enseñanza Superior e Investigación |  | Geneviève Fioraso  | PS      |
|  | Secretario de estado de Presupuesto                                                             | Ministerio de Hacienda y Cuenta Pública                                  |  | Christian Eckert   | PS      |
|  | Secretaria de estado de Comercio, Artesanía, Economía Social y Solidaria, y de los Consumidores | Ministerio de Economía, Recuperación Productiva y Asuntos Digitales      |  | Valérie Fourneyron | PS      |
|  | Secretaria de estado de Asuntos Digitales                                                       | Ministerio de Economía, Recuperación Productiva y Asuntos Digitales      |  | Axelle Lemaire     | PS      |
|  | Secretario de estado de Veteranos y de la Memoria                                               | Ministerio de Defensa                                                    |  | Kader Arif         | PS      |
|  | Secretario de estado de Reforma Territorial                                                     | Ministerio de Reforma del Estado, Descentralización y Función Pública    |  | André Vallini      | PS      |
|  | Secretaria de estado de Familia, Tercera Edad y la Autonomía                                    | Ministerio de Asuntos Sociales y Salud                                   |  | Laurence Rossignol | PS      |
|  | Secretaria de estado de Discapacidad y la Lucha contra la Exclusión                             | Ministerio de Asuntos Sociales y Salud                                   |  | Ségolène Neuville  | PS      |
|  | Secretario de estado de Deportes                                                                | Ministerio de Derechos de la Mujer, Ciudad, Juventud y Deportes          |  | Thierry Braillard  | PRG     |

### Gabinete segundo gobierno
A fines de agosto de 2014, el ministro de Economía Arnaud Montebourg criticó la política económica del presidente Francois Hollande y del primer ministro Manuel Valls. Dichas críticas generaron una dimisión en bloque del Gobierno de Manuel Valls.
A raíz de dicha dimisión, se generaron cambios, entre los cuales: 
- Najat Vallaud-Belkacem, exministra de la Juventud y Deportes, se convierte en la nueva ministra de Educación, en relevo de Benoît Hamon.[4]
- Emmanuel Macron, exbanquero de 36 años y hombre de confianza de Hollande, sustituye a Arnaud Montebourg en el ministerio de Economía (Macrón dimite 30 de agosto de 2016. Asume la cartera Michel Sapin)[5]
- Fleur Pellerin, ex secretaria de Estado de Comercio Exterior, Turismo y Franceses en el extranjero, se convierte en la nueva ministra de Cultura y Comunicación, en relevo de Aurélie Filippetti.
- Patrick Kanner, asume como ministro de Ciudad, Juventud y Deportes.
- Marisol Touraine, asume la cartera de Derechos de la Mujer.
- Thierry Mandon, asume como secretario de Estado de Reforma del Estado y Simplificación
- Matthias Fekl, asume como secretario de Estado de Comercio Exterior, Turismo y Franceses en el extranjero en relevo de Fleur Pellerin que dejó su cargo para asumir como Ministra de Cultura y Comunicación.
- Alain Vidalies, asume como secretario de Estado de Transportes, Asuntos Marítimos y Pesca, en relevo de Frédéric Cuvillier.
- Carole Delga, asume como secretaria de Estado de Comercio, Artesanía, Economía Social y Solidaria, en relevo de Valérie Fourneyron.

#### Ministros
|                                      | Función                                                                            |  | Nombre                 | Partido            |
| ------------------------------------ | ---------------------------------------------------------------------------------- |  | ---------------------- | ------------------ |
|                                      | Ministro de Asuntos Exteriores y de Desarrollo Internacional                       |  | Laurent Fabius         | PS                 |
|                                      | Ministra de Ecología, Desarrollo Sostenible y Energía                              |  | Ségolène Royal         | PS                 |
|                                      | Ministro de Educación Nacional y Ministro de Enseñanza Superior e Investigación    |  | Najat Vallaud-Belkacem | PS                 |
|                                      | Ministra de Justicia                                                               |  | Christiane Taubira     | Walwari (app. PRG) |
|                                      | Ministro de Hacienda y Cuenta Pública                                              |  | Michel Sapin           | PS                 |
|                                      | Ministro de Defensa                                                                |  | Jean-Yves Le Drian     | PS                 |
|                                      | Ministra de Asuntos Sociales, Salud y Derechos de la Mujer                         |  | Marisol Touraine       | PS                 |
|                                      | Ministro de Trabajo, Empleo, Formación profesional y Diálogo social                |  | François Rebsamen      | PS                 |
|                                      | Ministro del Interior                                                              |  | Bernard Cazeneuve      | PS                 |
|                                      | Ministro de Agricultura, Agro-Alimentación y Silvicultura, y portavoz del gobierno |  | Stéphane Le Foll       | PS                 |
|                                      | Ministro de Economía, Recuperación Productiva y Asuntos Digitales                  |  | Emmanuel Macron        | PS                 |
|                                      | Ministra de Igualdad de los Territorios y Vivienda                                 |  | Sylvia Pinel           | PRG                |
|                                      | Ministra de Reforma del Estado, Descentralización y Función Pública                |  | Marylise Lebranchu     | PS                 |
|                                      | Ministra de Cultura y Comunicación                                                 |  | Fleur Pellerin         | PS                 |
| Archivo:Patrick KANNER 7 réduite.pdf | Ministro de Ciudad, Juventud y Deportes                                            |  | Patrick Kanner         | PS                 |
|                                      | Ministra de Ultramar                                                               |  | George Pau-Langevin    | PS                 |

#### Secretarios de estado
|  | Función                                                                         | Ministerio de apego                                                      |  | Nombre             | Partido |
|  | ------------------------------------------------------------------------------- | ------------------------------------------------------------------------ |  | ------------------ | ------- |
|  | Secretario de estado de Relaciones con el Parlamento                            | Primer ministro                                                          |  | Jean-Marie Le Guen | PS      |
|  | Secretario de estado de Reforma del Estado y la Simplificación                  | Primer ministro                                                          |  | Thierry Mandon     | PS      |
|  | Secretario de estado de Asuntos Europeos                                        | Ministerio de Asuntos Exteriores y Desarrollo Internacional              |  | Harlem Désir       | PS      |
|  | Secretaria de estado de Desarrollo y de la Francofonía                          | Ministerio de Asuntos Exteriores y Desarrollo Internacional              |  | Annick Girardin    | PRG     |
|  | Secretario de estado de Comercio Exterior, Turismo y Franceses en el extranjero | Ministerio de Asuntos Exteriores y Desarrollo Internacional              |  | Matthias Fekl      | PS      |
|  | Secretario de estado de Transportes, Asuntos Marítimos y Pesca                  | Ministerio de Ecología, Desarrollo Sostenible y Energía                  |  | Alain Vidalies     | PS      |
|  | Secretaria de estado de Enseñanza Superior e Investigación                      | Ministerio de Educación Nacional y de Enseñanza Superior e Investigación |  | Geneviève Fioraso  | PS      |
|  | Secretario de estado de Presupuesto                                             | Ministerio de Hacienda y Cuenta Pública                                  |  | Christian Eckert   | PS      |
|  | Secretario de estado de Veteranos y de la Memoria                               | Ministerio de Defensa                                                    |  | Kader Arif         | PS      |
|  | Secretaria de estado de Familia, Tercera Edad y la Autonomía                    | Ministerio de Asuntos Sociales, Salud y Derechos de la Mujer             |  | Laurence Rossignol | PS      |
|  | Secretaria de estado de Discapacidad y la Lucha contra la Exclusión             | Ministerio de Asuntos Sociales, Salud y Derechos de la Mujer             |  | Ségolène Neuville  | PS      |
|  | Secretaria de estado de Derechos de la Mujer                                    | Ministerio de Asuntos Sociales, Salud y Derechos de la Mujer             |  | Pascale Boistard   | PS      |
|  | Secretaria de estado de Comercio, Artesanía, Economía Social y Solidaria        | Ministerio de Economía, Recuperación Productiva y Asuntos Digitales      |  | Carole Delga       | PS      |
|  | Secretaria de estado de Asuntos Digitales                                       | Ministerio de Economía, Recuperación Productiva y Asuntos Digitales      |  | Axelle Lemaire     | PS      |
|  | Secretario de estado de Reforma Territorial                                     | Ministerio de Reforma del Estado, Descentralización y Función Pública    |  | André Vallini      | PS      |
|  | Secretaria de estado de Asuntos de Ciudad                                       | Ministerio de Ciudad, Juventud y Deportes                                |  | Myriam El Khomri   | PS      |
|  | Secretario de estado de Deportes                                                | Ministerio de Ciudad, Juventud y Deportes                                |  | Thierry Braillard  | PRG     |

### Reestructuración Gabinete
La nueva composición del gobierno francés se dio a conocer por un comunicado de prensa del Elíseo y en Twitter.
- Laurent Fabius dejó el Quai d'Orsay a la presidencia del Consejo Constitucional. Fue reemplazado por el ex primer ministro Jean-Marc Ayrault.
- Marylise Lebranchu, Ministra de Reforma del Estado, Descentralización y Función Pública, es reemplazada por Annick Girardin, hasta entonces secretario de Estado para el Desarrollo y de la Francofonía.
- Jean-Michel Baylet, presidente del Partido Radical de Izquierda asume como ministro de Planificación del Territorio, de la Ruralidad y Colectividades Territoriales.
- Fleur Pellerin no le fue renovado en su cargo y sustituido por la concejal de Cultura, Audrey Azoulay en el Ministerio de Cultura y Comunicación.
- Sylvia Pinel, Ministra de Igualdad de los Territorios y Vivienda, renuncia para dedicarse plenamente a la vicepresidencia del Consejo Regional de Languedoc-Rosellón-Mediodía-Pirineos, y es sustituida por Emmanuelle Cosse, secretaria nacional de Europa Ecología Los Verdes como Ministra de Vivienda y Hábitat Durable.
- Laurence Rossignol se convierte en Ministra de la Familia, la Infancia y Derechos de la Mujer.

- Jean-Vincent Placé se convierte en Secretario de Estado para la Reforma del Estado y de Simplificación y Barbara Pompili como Secretaria de Estado encargada de la Biodiversidad.
- Clotilde Valter reemplaza a Jean-Vincent Placé, en la Secretaría de Estado encargado de la Formación Profesional y Aprendizaje;
- Ericka Bareigts se convirtió en Secretario de Estado para la Igualdad Real;
- Juliette Méadel, portavoz del PS, es la nueva secretaria de Estado de Ayuda a las víctimas adjunto al primer ministro;
- André Vallini, hasta entonces Secretario de Estado de Reforma Territorial reemplaza a Annick Girardin en la Secretaría de Estado encargado del Desarrollo y de la Francofonía;
- Pascale Boistard hasta ahora en la Secretaría de Estado de Derechos de la Mujer, se convierte en Secretaria de Estado de Familia, Tercera Edad y la Autonomía, en lugar de Laurence Rossignol;
- Estelle Grelier se convierte por su parte en Secretaria de Estado para las Colectividades Territoriales; y
- Hélène Geoffroy, Secretaria de Estado de la Ciudad.

#### Ministros
|                                      | Función                                                                                                  |  | Nombre                 | Partido       |
| ------------------------------------ | --- |  | ---------------------- | ------------- |
|                                      | Ministro de Asuntos Exteriores y de Desarrollo Internacional                                             |  | Jean-Marc Ayrault      | PS            |
|                                      | Ministra del Ambiente, la Energía y el Mar, responsable de las Relaciones Internacionales sobre el Clima |  | Ségolène Royal         | PS            |
|                                      | Ministra de Educación Nacional y Ministra de Enseñanza Superior e Investigación                          |  | Najat Vallaud-Belkacem | PS            |
|                                      | Ministro de Hacienda y Cuenta Pública                                                                    |  | Michel Sapin           | PS            |
|                                      | Ministra de Asuntos Sociales, Salud y Derechos de la Mujer                                               |  | Marisol Touraine       | PS            |
|                                      | Ministro de Defensa                                                                                      |  | Jean-Yves Le Drian     | PS            |
|                                      | Guardián de los Sellos de Francia y Ministro de Justicia                                                 |  | Jean-Jacques Urvoas    | PS            |
|                                      | Ministra de Trabajo, Empleo, Formación Profesional y Diálogo Social                                      |  | Myriam El Khomri       | PS            |
|                                      | Ministro de Planificación del Territorio, Ruralidad y Colectividades Territoriales                       |  | Jean-Michel Baylet     | PRG           |
|                                      | Ministro del Interior                                                                                    |  | Bernard Cazeneuve      | PS            |
|                                      | Ministro de Agricultura, Agro-Alimentación y Silvicultura, y portavoz del gobierno                       |  | Stéphane Le Foll       | PS            |
|                                      | Ministra de Vivienda y Hábitat Durable                                                                   |  | Emmanuelle Cosse       | EELV          |
|                                      | Ministro de Economía, Recuperación Productiva y Asuntos Digitales                                        |  | Emmanuel Macron        | Independiente |
|                                      | Ministra de la Familia, la Infancia y Derechos de la Mujer                                               |  | Audrey Azoulay         | PS            |
|                                      | Ministra de Cultura y Comunicación                                                                       |  | Laurence Rossignol     | PS            |
|                                      | Ministra de la Función Pública                                                                           |  | Annick Girardin        | PRG           |
| Archivo:Patrick KANNER 7 réduite.pdf | Ministro de Ciudad, Juventud y Deportes                                                                  |  | Patrick Kanner         | PS            |
|                                      | Ministra de Ultramar                                                                                     |  | George Pau-Langevin    | PS            |

#### Secretarios de estado
|  | Función                                                                           | Ministerio de apego                                                                                        |  | Nombre               | Partido          |
|  | --------------------------------------------------------------------------------- | --- |  | -------------------- | ---------------- |
|  | Secretario de estado de Relaciones con el Parlamento                              | Primer ministro                                                                                            |  | Jean-Marie Le Guen   | PS               |
|  | Secretario de Estado de Igualdad Real                                             | Primer ministro                                                                                            |  | Ericka Bareigts      | PS               |
|  | Secretario de Estado de Reforma del Estado y la Simplificación                    | Primer ministro                                                                                            |  | Jean-Vincent Placé   | Ecologistas!     |
|  | Secretario de Estado de Ayuda a las Víctimas                                      | Primer ministro                                                                                            |  | Juliette Méadel      | PS               |
|  | Secretario de Estado de Asuntos Europeos                                          | Ministerio de Asuntos Exteriores y Desarrollo Internacional                                                |  | Harlem Désir         | PS               |
|  | Secretario de Estado de Comercio Exterior, Turismo y Franceses en el extranjero   | Ministerio de Asuntos Exteriores y Desarrollo Internacional                                                |  | Matthias Fekl        | PS               |
|  | Secretaria de Estado de Desarrollo y de la Francofonía                            | Ministerio de Asuntos Exteriores y Desarrollo Internacional                                                |  | André Vallini        | PS               |
|  | Secretario de Estado de Transportes, Asuntos Marítimos y Pesca                    | Ministerio del Ambiente, la Energía y el Mar, responsable de las Relaciones Internacionales sobre el Clima |  | Alain Vidalies       | PS               |
|  | Secretario de Estado de Biodiversidad                                             | Ministerio del Ambiente, la Energía y el Mar, responsable de las Relaciones Internacionales sobre el Clima |  | Barbara Pompili      | Ecología diversa |
|  | Secretaria de Estado de Enseñanza Superior e Investigación                        | Ministerio de Educación Nacional y de Enseñanza Superior e Investigación                                   |  | Thierry Mandon       | PS               |
|  | Secretario de Estado de Presupuesto                                               | Ministerio de Hacienda y Cuenta Pública                                                                    |  | Christian Eckert     | PS               |
|  | Secretaria de Estado de Discapacidad y la Lucha contra la Exclusión               | Ministerio de Asuntos Sociales, Salud y Derechos de la Mujer                                               |  | Ségolène Neuville    | PS               |
|  | Secretaria de Estado de Tercera Edad y la Autonomía                               | Ministerio de Asuntos Sociales, Salud y Derechos de la Mujer                                               |  | Pascale Boistard     | PS               |
|  | Secretario de Estado de Veteranos y de la Memoria                                 | Ministerio de Defensa                                                                                      |  | Jean-Marc Todeschini | PS               |
|  | Secretaría de Estado de la Formación Profesional y Aprendizaje                    | Ministerio de Trabajo, Empleo, Formación Profesional y Diálogo Social                                      |  | Clotilde Valter      | PS               |
|  | Secretaria de Estado de Colectividades Territoriales                              | Ministerio de Planificación del Territorio, Ruralidad y Colectividades Territoriales                       |  | Estelle Grelier      | PS               |
|  | Secretaria de Estado de Comercio, Artesanía, Consumo, Economía Social y Solidaria | Ministerio de Economía, Recuperación Productiva y Asuntos Digitales                                        |  | Martine Pinville     | PS               |
|  | Secretaria de Estado de Asuntos Digitales                                         | Ministerio de Economía, Recuperación Productiva y Asuntos Digitales                                        |  | Axelle Lemaire       | PS               |
|  | Secretaria de Estado de Asuntos de Ciudad                                         | Ministerio de Ciudad, Juventud y Deportes                                                                  |  | Hélène Geoffroy      | PS               |
|  | Secretario de Estado de Deportes                                                  | Ministerio de Ciudad, Juventud y Deportes                                                                  |  | Thierry Braillard    | PRG              |

| Predecesor: Gobierno Ayrault | Gobierno de Francia 2014- | Sucesor: Gobierno Cazeneuve |